# Смочево
Смочево (болг. Смочево) — село в Болгарии. Находится в Кюстендилской области, входит в общину Рила. Население составляет 239 человек.

## Политическая ситуация
В местном кметстве Смочево, в состав которого входит Смочево, должность кмета (старосты) исполняет Василка Стойчева Николова (Национальное движение «Симеон Второй» (НДСВ)) по результатам выборов правления кметства.
Кмет (мэр) общины Рила — Георги Давидков Кабзималски (независимый) по результатам выборов в правление общины.